# Dyskografia Adele
Dyskografia Adele – angielskiej wokalistki soulowej i bluesowej, składa się z czterech albumów studyjnych, dwóch minialbumów, jednego albumu koncertowego, dziewiętnastu singli (w tym dwóch z gościnnym udziałem) oraz dziesięciu teledysków.
Debiutancki album artystki, 19, został wydany 28 stycznia 2008 roku. Pochodzący z niego singel „Hometown Glory” zajął między innymi 19. miejsce na UK Singles Chart oraz 25. miejsce w holenderskim zestawieniu MegaCharts. Na początku 2008 roku singel „Chasing Pavements” jako pierwszy utwór Adele pojawił się na liście Billboard Hot 100 na 21. miejscu, zajmując także pierwszą pozycję na norweskiej VG-Liście czy też siódme miejsce w irlandzkim notowaniu Top 50 Singles. Kolejnymi singlami pochodzącymi z albumu zostały „Cold Shoulder” oraz „Make You Feel My Love”.
W styczniu 2011 roku wokalistka wydała drugi album studyjny, 21, który uzyskał status multiplatynowej płyty w wielu krajach, między innymi diamentowej płyty w Stanach Zjednoczonych, siedemnastokrotnej platynowej płyty w Wielkiej Brytanii oraz podwójnej diamentowej płyty w Polsce. Pochodzący z albumu singel „Rolling in the Deep” zajął 1. miejsce na listach przebojów w ponad dziesięciu krajach, w tym w Szwajcarii, Niemczech i w Stanach Zjednoczonych. Kolejne single wokalistki, „Someone Like You” oraz „Set Fire to the Rain” również uplasowały się na pierwszych miejscach Billboard Hot 100. Ostatnimi singlami pochodzącymi z wydawnictwa były „Rumour Has It” oraz „Turning Tables”.
W 2011 roku został także wydany minialbum wokalistki ITunes Festival: London 2011 nagrany podczas iTunes Festival w Londynie oraz album koncertowy Live at the Royal Albert Hall, który uzyskał między innymi status diamentowej płyty w Kanadzie oraz Stanach Zjednoczonych, gdzie sprzedaż albumu przekroczyła liczbę 1 000 000 egzemplarzy. W 2012 roku piosenkarka nagrała utwór zatytułowany „Skyfall”, który promował film o przygodach Jamesa Bonda o tym samym tytule.
23 października 2015 roku Adele wydała singel „Hello” zapowiadający jej nowy album 25, który ukazał się 20 listopada tego samego roku. Utwór „Hello” zadebiutował na szczycie listy przebojów w Wielkiej Brytanii oraz w Stanach Zjednoczonych, stając się jej czwartym singlem numer jeden w USA.
19 listopada 2021 ukazał się kolejny album Adele – 30; pierwszym singlem z tej płyty był wydany miesiąc wcześniej Easy on Me.

## Albumy studyjne
| Rok  | Dane dot. albumu                                                                                                  | Najwyższe pozycje na listach | Najwyższe pozycje na listach | Najwyższe pozycje na listach | Najwyższe pozycje na listach | Najwyższe pozycje na listach | Najwyższe pozycje na listach | Najwyższe pozycje na listach | Najwyższe pozycje na listach | Najwyższe pozycje na listach | Najwyższe pozycje na listach | Najwyższe pozycje na listach | Najwyższe pozycje na listach | Najwyższe pozycje na listach | Najwyższe pozycje na listach | Sprzedaż | Certyfikat |
| Rok  | Dane dot. albumu                                                                                                  | UK                           | AUS                          | FRA                          | NLD                          | IRL                          | CAN                          | GER                          | NZ                           | NOR                          | POL                          | SWE                          | SWI                          | US                           | ITA                          | Sprzedaż | Certyfikat |
| ---- | --- | ---------------------------- | ---------------------------- | ---------------------------- | ---------------------------- | ---------------------------- | ---------------------------- | ---------------------------- | ---------------------------- | ---------------------------- | ---------------------------- | ---------------------------- | ---------------------------- | ---------------------------- | ---------------------------- | --- | --- |
| 2008 | 19 - Wydany: 28 stycznia 2008 - Wytwórnia: XL Recordings (#XLCD313) - Format: Digital download, CD, LP, streaming | 1                            | 3                            | 15                           | 1                            | 2                            | 18                           | 15                           | 3                            | 7                            | 9                            | 11                           | 15                           | 10                           | 20                           | - Świat: 6 500 000 - UK: 2 400 000 - US: 3 100 000 - AUS: 214 000 - FRA: 190 000                                                                 | - UK: 8× platynowa płyta - AUS: 2× platynowa płyta - CAN: 4× platynowa płyta - GER: platynowa płyta - ITA: platynowa płyta - NLD: 5× platynowa płyta - NZ: 2× platynowa płyta - SWE: 3× platynowa płyta - US: 3× platynowa płyta - SWI: platynowa płyta                                                                 |
| 2011 | 21 - Wydany: 24 stycznia 2011 - Wytwórnia: XL Recordings - Format: Digital download, CD, LP, streaming            | 1                            | 1                            | 1                            | 1                            | 1                            | 1                            | 1                            | 1                            | 1                            | 1                            | 1                            | 1                            | 1                            | 1                            | - Świat: 31 000 000 - AUS: 1 115 000 - UK: 6 000 - US: 12 100 000 - FRA: 1 740 000 - CAN: 1 582 000 - IRL: 270 000 - POL: 200 000+               | - GBR: 17× platynowa płyta - AUS: 17× platynowa płyta - CAN: 2× diamentowa płyta - GER: 8× platynowa płyta - ITA: 8× platynowa płyta - NLD: 9× platynowa płyta - NZ: 13× platynowa płyta - NOR: platynowa płyta - POL: 2× diamentowa płyta - SWI: 7× platynowa płyta - BRA: 3× diamentowa płyta - USA: diamentowa płyta |
| 2015 | 25 - Wydany: 20 listopada 2015 - Wytwórnia: XL Recordings - Format: Digital download, CD, LP, streaming           | 1                            | 1                            | 1                            | 1                            | 1                            | 1                            | 1                            | 1                            | 1                            | 1                            | 1                            | 1                            | 1                            | 1                            | - Świat: 22 000 000 - UK: 3 500 000 - US: 9 600 000 - AUS: 603 000 - GER: 263 000 - FRA: 785 300 - CAN: 1 093 000 - IRL: 107 000 - POL: 100 000+ | - GBR: 12× platynowa płyta - AUS: 10× platynowa płyta - GER: 6× platynowa płyta - CAN: diamentowa płyta - NZ: 10× platynowa płyta - ITA: 5× platynowa płyta - SWI: 6× platynowa płyta - USA: diamentowa płyta - BRA: diamentowa płyta - POL: diamentowa płyta                                                           |
| 2021 | 30 - Wydany: 19 listopada 2021 - Wytwórnia: Columbia, Melted Stone - Format: Digital download, CD, LP, streaming  | 1                            | 1                            | 1                            | 1                            | 1                            | 1                            | 1                            | 1                            | 1                            | 1                            | 1                            | 1                            | 1                            | 2                            | - USA: 1 000 000+ - POL: 80 000+ | - GBR: złota płyta - AUS: złota płyta - NZ: złota płyta - POL: 4× platynowa płyta |

## Albumy koncertowe
| Rok  | Dane dot. albumu                                                                                       | Najwyższe pozycje na listach | Najwyższe pozycje na listach | Najwyższe pozycje na listach | Najwyższe pozycje na listach | Najwyższe pozycje na listach | Najwyższe pozycje na listach | Najwyższe pozycje na listach | Najwyższe pozycje na listach | Najwyższe pozycje na listach | Sprzedaż     | Certyfikat |
| Rok  | Dane dot. albumu                                                                                       | UK                           | ESP                          | FRA                          | DEU                          | ITA                          | MEX                          | NLD                          | POL                          | US                           | Sprzedaż     | Certyfikat |
| ---- | --- | ---------------------------- | ---------------------------- | ---------------------------- | ---------------------------- | ---------------------------- | ---------------------------- | ---------------------------- | ---------------------------- | ---------------------------- | ------------ | --- |
| 2011 | Live at the Royal Albert Hall - Wydany: 28 listopada 2011 - Wytwórnia: XL Recordings - Format: DVD, BD | 2                            | 14                           | 1                            | 5                            | 16                           | 1                            | 1                            | 5                            | 1                            | - USA: 1 000 | - GBR: 3× platynowa płyta - AUS: 7× platynowa płyta - BRA: 6× diamentowa płyta - CAN: diamentowa płyta - DEU: 4× platynowa płyta - USA: diamentowa płyta - ESP: złota płyta - ITA: złota płyta |

## EP
| Rok                                                     | Dane dot. albumu                                                                                           | Najwyższe pozycje na listach | Najwyższe pozycje na listach | Najwyższe pozycje na listach | Najwyższe pozycje na listach | Sprzedaż      |
| Rok                                                     | Dane dot. albumu                                                                                           | UK                           | FRA                          | IRL                          | US                           | Sprzedaż      |
| ------------------------------------------------------- | --- | ---------------------------- | ---------------------------- | ---------------------------- | ---------------------------- | ------------- |
| 2009                                                    | iTunes Live from SoHo - Wydany: 3 lutego 2009 - Wytwórnia: XL Recordings - Format: digital download        | –                            | –                            | –                            | 105                          | - USA: 81 000 |
| 2011                                                    | iTunes Festival: London 2011 - Wydany: 14 lipca 2011 - Wytwórnia: XL Recordings - Format: digital download | 74                           | 112                          | 45                           | 50                           | - USA: 72 000 |
| „–” oznacza, że album nie był notowany na danej liście. | |                              |                              |                              |                              |               |

## Single
| 2007                                                     | „Hometown Glory”                   | 19 | –  | –  | 51  | –  | –  | –  | 25 | –  | – | –  | –  | –  | –  | - GBR: złota płyta - CAN: złota płyta | 19                          |
| 2008                                                     | „Chasing Pavements”                | 2  | –  | 21 | –   | 46 | 7  | 7  | 9  | –  | 1 | –  | 37 | –  | 21 | - GBR: platynowa płyta - CAN: 2× platynowa płyta - USA: platynowa płyta - ITA: złota płyta - NOR: złota płyta                                                                                           | 19                          |
| 2008                                                     | „Cold Shoulder”                    | 18 | –  | –  | –   | –  | –  | –  | 28 | –  | – | –  | –  | –  | –  | | 19                          |
| 2008                                                     | „Make You Feel My Love”            | 4  | –  | –  | –   | –  | 5  | –  | 3  | –  | – | –  | 44 | –  | –  | - GBR: 3× platynowa płyta - CAN: 4× platynowa płyta - ITA: platynowa płyta - USA: złota płyta | 19                          |
| 2010                                                     | „Rolling in the Deep”              | 2  | 3  | 1  | 3   | 1  | 2  | 1  | 1  | 3  | 8 | 5  | 11 | 1  | 1  | - GBR: 3× platynowa płyta - AUS: 7× platynowa płyta - CAN: diamentowa płyta - DEU: platynowa płyta - USA: 8× platynowa płyta - CHE: 3× platynowa płyta - BRA: złota płyta - ITA: 4x platynowa płyta     | 21                          |
| 2011                                                     | „Someone Like You”                 | 1  | 1  | 2  | 1   | 4  | 1  | 1  | 3  | 1  | 5 | 1  | 3  | 1  | 1  | - GBR: 5× platynowa płyta - AUS: 7× platynowa płyta - CAN: diamentowa płyta - DEU: platynowa płyta - ITA: 2x platynowa płyta - BRA: platynowa płyta - USA: 5× platynowa płyta                           | 21                          |
| 2011                                                     | „Set Fire to the Rain”             | 11 | 11 | 2  | 9   | 6  | 6  | 3  | 1  | 8  | 4 | 1  | 13 | 4  | 1  | - GBR: 2× platynowa płyta - AUS: 3× platynowa płyta - CAN: 7× platynowa płyta - DEU: platynowa płyta - USA: 4× platynowa płyta - ITA: 2× platynowa płyta - BRA: platynowa płyta - CHE: platynowa płyta  | 21                          |
| 2011                                                     | „Rumour Has It”                    | 85 | 69 | 16 | 172 | 68 | –  | –  | 52 | –  | – | –  | –  | –  | 16 | - GBR: srebrna płyta - AUS: złota płyta - ITA: złota płyta - CAN: 2× platynowa płyta - USA: platynowa płyta                                                                                             | 21                          |
| 2011                                                     | „Turning Tables”                   | 62 | 34 | 60 | –   | 56 | 34 | 8  | 15 | 23 | 8 | –  | –  | 75 | 63 | - GBR: złota płyta - AUS: złota płyta - USA: złota płyta - CAN: platynowa płyta - ITA: platynowa płyta                                                                                                  | 21                          |
| 2012                                                     | „Skyfall”                          | 2  | 5  | 8  | 1   | 1  | 1  | –  | 1  | 2  | 7 | 5  | –  | 1  | 8  | - GBR: 2× platynowa płyta - AUS: złota płyta - CAN: 5× platynowa płyta - DEU: platynowa płyta - USA: platynowa płyta - ITA: 3× platynowa płyta                                                          | Skyfall (ścieżka dźwiękowa) |
| 2015                                                     | „Hello”                            | 1  | 1  | 1  | 1   | 1  | 1  | 1  | 1  | 1  | 1 | 1  | 1  | 1  | 1  | - GBR: 4× platynowa płyta - AUS: 7× platynowa płyta - CAN: diamentowa płyta - ITA: 6× platynowa płyta - DEU: platynowa płyta - CHE: platynowa płyta - NZL: 4× platynowa płyta - USA: 7× platynowa płyta | 25                          |
| 2016                                                     | „When We Were Young”               | 9  | 13 | 9  | 15  | 29 | 12 | –  | 24 | 23 | – | 16 | 16 | 5  | 14 | - GBR: 2× platynowa płyta - AUS: platynowa płyta - CAN: 4× platynowa płyta - ITA: platynowa płyta - USA: platynowa płyta                                                                                | 25                          |
| 2016                                                     | „Send My Love (To Your New Lover)” | 5  | 13 | 10 | 45  | 31 | 7  | 40 | 32 | 4  | – | 2  | 28 | 18 | 8  | - GBR: 2× platynowa płyta - AUS: platynowa płyta - CAN: 5× platynowa płyta - ITA: platynowa płyta - USA: platynowa płyta                                                                                | 25                          |
| 2016                                                     | „Water Under the Bridge”           | 39 | 23 | 37 | 56  | 80 | 27 | –  | 71 | 15 | – | 34 | –  | 77 | 26 | - GBR: platynowa płyta - AUS: złota płyta - CAN: 2× platynowa płyta - ITA: złota płyta - USA: złota płyta                                                                                               | 25                          |
| 2021                                                     | „Easy on Me”                       | 1  | 1  | 1  | 2   | 1  | 1  | 1  | 1  | 1  | 1 | 11 | 1  | 1  | 1  | - GBR: platynowa płyta - AUS: 3× platynowa płyta - CHE: złota płyta - USA: 2× platynowa płyta - POL: 3x platynowa płyta                                                                                 | 30                          |
| 2021                                                     | „Oh My God”                        | 2  | 6  | 8  | 48  | 24 | 3  | 62 | 6  | 4  | 6 | 31 | 2  | 7  | 5  | - GBR: srebrna płyta - AUS: złota płyta - USA: złota płyta - POL: platynowa płyta | 30                          |
| 2022                                                     | „I Drink Wine”                     |    |    |    |     |    |    |    |    |    |   |    |    |    |    | - POL: złota płyta | 30                          |
| „–” oznacza, że singel nie był notowany na danej liście. |                                    |    |    |    |     |    |    |    |    |    |   |    |    |    |    | |                             |

### Z gościnnym udziałem
| Rok  | Singel                                                | Album      | Źródło |
| ---- | ----------------------------------------------------- | ---------- | ------ |
| 2006 | „Be Divine” (Ricsta feat. Adele)                      | –          | [ 83 ] |
| 2009 | „Water and a Flame” (Daniel Merriweather feat. Adele) | Love & War | [ 84 ] |

## Inne notowane utwory
| Rok                                                     | Tytuł                                                 | Pozycje na listach przebojów | Pozycje na listach przebojów | Pozycje na listach przebojów | Pozycje na listach przebojów | Pozycje na listach przebojów | Pozycje na listach przebojów | Pozycje na listach przebojów | Pozycje na listach przebojów | Certyfikat                              | Album                        |
| Rok                                                     | Tytuł                                                 | GBR                          | AUS                          | CAN                          | FRA                          | DEU                          | IRL                          | CHE                          | USA                          | Certyfikat                              | Album                        |
| ------------------------------------------------------- | ----------------------------------------------------- | ---------------------------- | ---------------------------- | ---------------------------- | ---------------------------- | ---------------------------- | ---------------------------- | ---------------------------- | ---------------------------- | --------------------------------------- | ---------------------------- |
| 2008                                                    | „Daydreamer”                                          | 171                          | –                            | –                            | –                            | –                            | –                            | –                            | –                            |                                         | 19                           |
| 2010                                                    | „My Same”                                             | –                            | –                            | –                            | –                            | 61                           | –                            | –                            | –                            |                                         | 19                           |
| 2011                                                    | „Don’t You Remember”                                  | –                            | –                            | –                            | –                            | –                            | –                            | –                            | –                            | - GBR: srebrna płyta - CAN: złota płyta | 21                           |
| 2011                                                    | „Lovesong”                                            | –                            | –                            | –                            | –                            | –                            | –                            | –                            | –                            | - CAN: złota płyta                      | 21                           |
| 2012                                                    | „One and Only”                                        | 99                           | –                            | –                            | –                            | –                            | –                            | –                            | –                            | - GBR: srebrna płyta - CAN: złota płyta | 21                           |
| 2012                                                    | „I Can’t Make You Love Me”                            | –                            | –                            | –                            | –                            | –                            | 78                           | –                            | –                            |                                         | iTunes Festival: London 2011 |
| 2015                                                    | „I Miss You”                                          | –                            | –                            | –                            | 92                           | –                            | –                            | –                            | –                            | - CAN: złota płyta                      | 25                           |
| 2015                                                    | „Remedy”                                              | 145                          | 94                           | 69                           | 47                           | 83                           | –                            | 30                           | 87                           | - GBR: srebrna płyta - CAN: złota płyta | 25                           |
| 2015                                                    | „River Lea”                                           | –                            | –                            | –                            | 80                           | 97                           | –                            | –                            | –                            |                                         | 25                           |
| 2015                                                    | „Love in the Dark”                                    | 169                          | –                            | –                            | 39                           | 79                           | –                            | –                            | –                            |                                         | 25                           |
| 2015                                                    | „Million Years Ago”                                   | 64                           | 84                           | 97                           | 42                           | 74                           | 94                           | –                            | –                            |                                         | 25                           |
| 2015                                                    | „All I Ask”                                           | 41                           | 65                           | –                            | 66                           | –                            | 93                           | –                            | 77                           | - GBR: srebrna płyta - CAN: złota płyta | 25                           |
| 2015                                                    | „Sweetest Devotion”                                   | –                            | –                            | –                            | 159                          | –                            | –                            | –                            | –                            |                                         | 25                           |
| 2021                                                    | „Strangers by Nature”                                 | –                            | 18                           | 22                           | 67                           | –                            | –                            | –                            | 41                           | 30                                      |                              |
| 2021                                                    | „My Little Love”                                      | –                            | 11                           | 14                           | 66                           | –                            | –                            | –                            | 23                           | 30                                      |                              |
| 2021                                                    | „Cry Your Heart Out”                                  | –                            | 21                           | 24                           | 92                           | –                            | –                            | –                            | 44                           | 30                                      |                              |
| 2021                                                    | „Can I Get It”                                        | –                            | 15                           | 11                           | 71                           | –                            | –                            | 14                           | 26                           | 30                                      |                              |
| 2021                                                    | „I Drink Wine”                                        | 4                            | 10                           | 10                           | 81                           | –                            | 5                            | –                            | 18                           | 30                                      |                              |
| 2021                                                    | „All Night Parking” (feat. Erroll Garner pośmiertnie) | –                            | 33                           | 28                           | 144                          | –                            | –                            | –                            | 53                           | 30                                      |                              |
| 2021                                                    | „Woman like Me”                                       | –                            | –                            | 29                           | 147                          | –                            | –                            | –                            | 55                           | 30                                      |                              |
| 2021                                                    | „Hold On”                                             | –                            | 31                           | 26                           | 151                          | –                            | –                            | –                            | 49                           | 30                                      |                              |
| 2021                                                    | „To Be Loved”                                         | –                            | 25                           | 16                           | 116                          | –                            | –                            | –                            | 32                           | 30                                      |                              |
| 2021                                                    | „Love Is a Game”                                      | –                            | –                            | 37                           | 188                          | –                            | –                            | –                            | 56                           | 30                                      |                              |
| „–” oznacza, że utwór nie był notowany na danej liście. |                                                       |                              |                              |                              |                              |                              |                              |                              |                              |                                         |                              |

## Teledyski
| Rok  | Tytuł                              | Reżyser           |
| ---- | ---------------------------------- | ----------------- |
| 2008 | „Chasing Pavements”                | Mathew Cullen     |
| 2008 | „Cold Shoulder”                    | Phil Griffin      |
| 2008 | „Make You Feel My Love”            | Mat Kirkby        |
| 2009 | „Hometown Glory”                   | Rocky Schenk      |
| 2010 | „Rolling in the Deep”              | Sam Brown         |
| 2011 | „Someone Like You”                 | Jake Nava         |
| 2015 | „Hello”                            | Xavier Dolan      |
| 2016 | „Send My Love (To Your New Lover)” | Patrick Daughters |
| 2021 | „Easy on Me”                       | Xavier Dolan      |
| 2022 | „Oh My God”                        | Sam Brown         |